# Monaco op de Olympische Jeugdwinterspelen 2012
Monaco was een van de landen die deelnamen aan de Olympische Jeugdwinterspelen 2012 in Innsbruck, Oostenrijk.

## Medailleoverzicht
| Sport     | Olympiër                  | Onderdeel       | Medaille |
| --------- | ------------------------- | --------------- | -------- |
| Bobsleeën | Rudy Rinaldi Jeremy Torre | tweemansbob (m) | Brons    |

## Deelnemers en resultaten
(m) = mannen, (v) = vrouwen 

### Alpineskiën
| Olympiër      | Onderdeel           | Resultaat | Prestatie                           |
| ------------- | ------------------- | --------- | ----------------------------------- |
| Bryan Pelassy | super g (m)         | 38e       | 1.16,51 (+12,06)                    |
| Bryan Pelassy | supercombinatie (m) | 30e       | 1.58,74 (+18,29) (1.13,58, 45,16)   |
| Bryan Pelassy | reuzenslalom (m)    | 33e       | 2.07,73 (+16,03) (1.06,17, 1.01,56) |
| Bryan Pelassy | slalom (m)          | -         | - (-) (48,19, DNF)                  |

### Bobsleeën
| Olympiër                  | Onderdeel       | Resultaat | Prestatie                       |
| ------------------------- | --------------- | --------- | ------------------------------- |
| Rudy Rinaldi Jeremy Torre | tweemansbob (m) | Brons     | 1.49,31 [54,65 (3) + 54,66 (5)] |